# 袁克桓

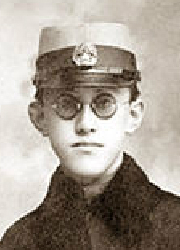
青年时代的袁克桓

袁克桓（1898年—1956年），字巽安，一字心武，河南项城人，中国实业家，曾执掌多家公司企业。袁世凯第六子。1949年后，袁克桓选择留在中国大陆。1956年病逝于天津。

## 生平
袁克桓年少时曾在天津的新学书院就读，1913年到英国留学，后辍学回国。他曾因父亲袁世凯病逝而推遲婚期。因母亲杨氏曾劝告袁克桓不要从政，因此他开始从事实业，从1926年开始实业家生涯，曾执掌开滦煤矿和启新洋灰公司等企业。1949年后，他曾被提名为天津市副市长，但他本人拒绝了这一提名。1956年，袁克桓在天津去世，多名政要参加了他的葬礼。

## 家族
袁克桓是袁世凯的第六子。袁克桓的妻子是江苏巡抚陈启泰之女陈徵，儿子有袁家宸、袁家卫，女儿有袁家英、袁家仙、袁家蕖、袁家菽、袁家芯。